# 司马第
司马第，位于江西省上饶市婺源县江湾镇理坑村，为清顺治壬辰（1652年）岁贡廷试第三名，官至司马、兵部主事余维枢所建的府第。
司马第位于官厅斜对面，坐西朝东，大门设在左前角，门头和内部屋檐、梁枋、门窗等处无不雕琢精美。
2006年5月25日，司马第作为理坑村民居的子项目，列为第六批全国重点文物保护单位。